# Роберт Максвелл
Ро́берт Ма́ксвелл (англ. Ian Robert Maxwell), ім'я від народження Ян Людвік Гох (чеськ. Ján Ludvík Hoch; 10 червня 1923, Слатинські Доли (нині Солотвино, Тячівський район, Закарпатська область) — 5 листопада 1991, неподалік о-ва Тенерифе) — британський медіамагнат, видавець і власник газет, лорд.

## Біографія
Народився в бідній єврейській родині на Закарпатті (тоді частині Чехо-Словаччини). Батьки — Мехел Гох (Mechel Hoch) і Ганна Сломовіц (Hannah Slomowitz).
1940 — під час угорської окупації Закарпаття під іменем Ян Людвиг Хок залишив батьківщину і через Румунію, Югославію та Францію перебрався до Великої Британії. У Франції був відомий як Іван Леслі де Мерьє, у Британії — спочатку як Леслі Джонс, потім — Роберт Максвелл.
Його батьки та більшість родичів загинули в концтаборі «Освенцім».
Отримав британське громадянство. Учасник ІІ-ї Світової війни (Вантажник (професія) британської армії, шифрувальник, офіцер британської розвідки). 1941 року вступив до Королівського піонерського корпусу, з 1943-го — у Північно-Стаффордському полку. Воював у Північній Африці, у ранзі сержанта брав участь у висадці союзників у Нормандії (1944). Отримав Військовий Хрест (Military Cross) із рук фельдмаршала Монтгомері (січень 1945). Закінчив війну в ранзі капітана.
1945 — одружився з французькою протестанткою Елізабет «Бетті» Мейнар (Elisabeth «Betty» Meynard), з якою мав 9 дітей.
Служив у розвідувальних службах MI-9 та MI-14, у британській військовій цензурі в Берліні. Демобілізувався 1947 року.
Один з головних організаторів операції з постачання зброї з Чехословаччини до Ізраїля 1948 року.
1951 — придбав видавництво Butterworth-Springer, яке згодом перейменував на Pergamon Press.
Згодом володів кількома британськими газетами національного масштабу (Daily Mirror, Sunday Mirror, «Піал»), видавничою компанією Macmillan Publishers (США), американською газетою New York Daily News, компанією Berlitz.
З 1981 р. — власник Maxwell Communication Corporation, з 1986-го — Media Press, European Satellite TV Broadcasting Consortium. Співвласник агенції Рейтер, Agence Centrale de Presse, телеканалів TF-1 (Франція), Canal 10 (Іспанія), Central Television (Англія), MTV Europe, платних каналів художніх фільмів.
1964–1970 — депутат англійського парламенту (від партії лейбористів).
1978 — зустрівся з Л.Брежнєвим, подарувавши йому виданий у Pergamon Press англійський переклад трилогії «Мала Земля» — «Відродження» — «Цілина». Завдяки цьому отримав можливість вперше (й востаннє) після війни відвідати Закарпаття — в тому числі рідне Солотвино.
1989 — придбав 49 % акцій урядової газети Угорщини «Мадьяр хірлап».
1990 — створив загальноєвропейський тижневик European.
На початку 1990-х років складалася кооперація між Робертом Максвеллом та Сільвіо Берлусконі щодо продукування теленовин та угода про співпрацю між супутниковим каналом Sky Television Руперта Мердока та максвеллівською службою кабельного телебачення The Maxwell Cable Television Company.
На початку 1990-х рр. борги його Maxwell Communication Corporation істотно перевищили доходи. Щоб урятувати свою медіа-імперію, Максвелл використав 1,2 млрд доларів з «недоторканного» пенсійного фонду компанії.
5 листопада 1991 року під час плавання на 4-палубній яхті «Леді Гіслейн» поблизу Канарських островів лорд-мільярдер загадково зник. Через півдоби пошукових робіт його знайшли — оголене тіло Максвелла пливло за морською течією. Медичний розтин не виявив ознак насильства.
Спадкоємцями були оголошені його сини Кевін і Ян.
На час смерті власність Максвелла давала прибутки порядку 3,9 мільярдів доларів на рік.
Був мультимільярдером. Володів 9 мовами. Мав звання почесного доктора Московського університету і Нью-Йоркського політехнічного інституту. Прославився зокрема серією книжок «Світові лідери».
Похований на Оливковій горі в Єрусалимі.